# My Love!
My Love! è un singolo del DJ producer italiano Sixpm, della cantautrice italiana Rose Villain, del rapper italiano Ernia e del collettivo italiano SLF, pubblicato il 6 settembre 2024.

## Descrizione
Il brano, scritto da Rose Villain, Ernia, Yung Snapp, MV Killa, Lele Blade e Vale Lambo, è prodotto e composto dallo stesso Sixpm con Ludovico Marino, in arte Loudly / Ludovico Mar  In merito al brano Sixpm ha dichiarato:

## Promozione
Il brano è stato presentato in anteprima da Sixpm e Rose Villain il 4 settembre 2024 all'Arena di Verona nel corso festival musicale Future Hits Live.

## Video musicale
Il visual video del brano è stato pubblicato in concomitanza all'uscita di esso attraverso il canale YouTube di Sixpm.

## Tracce
Testi di Matteo Professione, Rosa Luini, Antonio Lago, Marcello Valerio, Alessandro Arena e Valerio Apice, musiche di Andrea Ferrara e Ludovico Marino.
1. My Love! – 3:08

## Classifiche
| Classifica (2024) | Posizione massima |
| ----------------- | ----------------- |
| Italia            | 87                |